# Carlos Godó Valls
Carlos Godó Valls (Barcelona, 6 de abril de 1899 – 22 de diciembre de 1987), segundo Conde de Godó, fue un empresario español, hijo de Ramón Godó Lallana y nieto de Carlos Godó y Pié. Fue presidente del diario La Vanguardia entre 1931 y 1987, diputado por designación directa en diversas ocasiones a partir de 1958 y presidente de la Sociedad Económica Barcelonesa de amigos del País entre 1966 y 1974.
Nacido en 1899, hijo de Ramón Godó Lallana y de Rosa Valls. Fue el segundo hijo, y primer varón, de entre nueve hermanos de la familia Godó, una familia con tradición empresarial desde el siglo XVIII y vinculada al diario La Vanguardia. Estudió en las Escuelas Pias de Sarria y cursó la carrera de ingeniero industrial, obteniendo la licenciatura en 1924. Fue nombrado poco después Gentilhombre de cámara con ejercicio del Rey Alfonso XIII. Se hizo cargo de la gestión de La Vanguardia a la muerte de su padre en el año 1931, una época difícil. El diario fue incautado durante la Guerra Civil española y posteriormente el régimen franquista impuso como director a Luis de Galinsoga. Carlos Godó fue un monárquico convencido, compaginando la lealtad al rey con una prudente actitud para evitar que peligrase el diario durante la época franquista.
Presidió la Cámara española del yute y la Asociación Textil de Polifines, además de ser miembro del consejo del Banco de España y del Banco Central, y de la compañía aseguradora Catalana Occidente entre otras empresas.
Participó en diversas iniciativas empresariales periodísticas, como La Gaceta Ilustrada, Historia y Vida, Diario de Barcelona, Tele/eXprés, Nuevo Diario de Madrid, España de Tánger, La Codorniz, Dicen y El Mundo Deportivo. Fue presidente de la Asociación de Empresarios de Diarios Españoles y con motivo del centenario del nacimiento de su padre, creó un premio de periodismo en su memoria.
Se casó en primeras nupcias con Mercedes Rowe Vives, con quien tuvo una hija, María Teresa Godó Rowe y después de dos meses falleció su mujer de una infección, quedando como su única hija. Tras la muerte de su primera mujer, se casó en segundas nupcias con Montserrat Muntañola Trinxet, con la que tuvo cinco hijos.
Las trágicas muertes de sus hijos, Enrique, atropellado por un vehículo en 1958, y del primogénito Carlos, muerto en accidente de aviación en 1962, convirtieron a su hijo Javier Godó Muntañola en el heredero, siendo nombrado gerente de La Vanguardia en 1971 y presidente en 1987. La muerte de su mujer, Montserrat Muntañola Trinxet, dejó a Carlos Godó viudo por segunda vez quien 
murió un año después, el 22 de diciembre de 1987.

## Dirigente deportivo
Tras la Guerra Civil fue tesorero del Fútbol Club Barcelona en la efímera junta directiva presidida por el general Salvador Mújica, entre enero y marzo de 1940. Como deportista y amante del tenis, la caza y la náutica, fue presidente del Real Club de Tenis Barcelona entre 1935 y 1960, y bajo su mandato impulsó el Torneo Conde de Godó de tenis en el año 1953. También fue presidente del Real Club Náutico de Barcelona entre 1965 y 1977 y creó el Trofeo Conde de Godó de Vela en 1974 invitando al general Franco en la primera edición. En 1985 fue distinguido con la medalla al Orden del Mérito Olímpico, otorgada por Juan Antonio Samaranch.